# Fabiana de Oliveira
Fabiana Alvim de Oliveira, anche nota come Fabi (Rio de Janeiro, 7 marzo 1980), è una pallavolista brasiliana.
Gioca nel ruolo di libero nel Rio de Janeiro Vôlei Clube.

## Carriera
La carriera di Fabiana de Oliveira comincia nel 1993 nel settore giovanile del Clube de Regatas do Flamengo. Nel 1998 fa il suo esordio da professionista col Clube Desportivo Macaé Sports, dove gioca per una sola stagione, per poi ritornare al Flamengo. Nella stagione 2000-01 va a giocare nel Club de Regatas Vasco da Gama, con cui gioca la finale della Superliga, perdendo proprio contro il suo club, il Flamengo. Al termine del campionato, viene convocata per la prima volta in nazionale. Tra il 2001 ed il 2005 gioca nell'ACF Campos, senza vincere alcun trofeo. Nonostante questo, viene comunque convocata in nazionale, con cui si aggiudica molti tornei minori e vince due medaglie d'oro al campionato sudamericano nelle edizioni del 2003 e del 2005. Nel 2005 vince anche la medaglia d'oro alla Grand Champions Cup.
Dal 2005 gioca nel Rio de Janeiro Vôlei Clube, con cui vince quattro edizioni consecutive della Superliga. Questo periodo è ricco di successi anche con la nazionale: nel 2006 gioca la finale del campionato mondiale, perdendo contro la Russia; nel 2007 vince il campionato sudamericano e la medaglia d'argento ai XV Giochi panamericani ed alla Coppa del Mondo; nel 2008, invece, vince la medaglia d'oro a tutte le competizioni alle quali partecipa, ossia il World Grand Prix, la Final Four Cup e, soprattutto, i Giochi della XXIX Olimpiade; nel 2009 trionfa nuovamente al World Grand Prix e al campionato sudamericano, dove viene premiata anche come Most Valuable Player, vince la medaglia d'oro alla Coppa panamericana, bissata anche nell'edizione 2011 e quella d'argento alla Grand Champions Cup; nel 2010 si classifica al secondo posto sia al World Grand Prix, bissato anche nell'edizione 2011, alle spalle degli Stati Uniti, che al campionato mondiale, perdendo nuovamente contro la Russia.
Nella stagione 2010-11 vince il suo quinto scudetto; nel 2011 con la nazionale vince l'oro alla Coppa panamericana e al campionato sudamericano, venendo premiata come miglior libero della manifestazione; nel 2012 vince la medaglia d'argento al World Grand Prix e la medaglia d'oro ai Giochi della XXX Olimpiade di Londra. Nella stagione 2012-13 vince il campionato sudamericano per club 2013, successo bissato per altre tre volte, ancora una volta lo scudetto; con la nazionale, nel 2013 vince la medaglia d'oro al World Grand Prix e alla Grand Champions Cup. Nella stagione successiva vince l'ennesimo titolo statale e lo scudetto.

## Palmarès

### Club
- Campionato brasiliano: 8

2005-06, 2006-07, 2007-08, 2008-09, 2010-11, 2012-13, 2013-14, 2014-15
- Coppa del Brasile: 2

2007, 2016
- Campionato Carioca: 10

2005, 2006, 2007, 2008, 2009, 2010, 2011, 2012, 2013, 2014
- Salonpas Cup: 2

2006, 2007
- Campionato sudamericano per club: 4

2013, 2015, 2016, 2017

### Nazionale (competizioni minori)
- Montreux Volley Masters 2005
- Trofeo Valle d'Aosta 2005
- Montreux Volley Masters 2006
- Trofeo Valle d'Aosta 2006
- Giochi panamericani 2007
- Final Four Cup 2008
- Montreux Volley Masters 2009
- Coppa panamericana 2009
- Coppa panamericana 2011
- Giochi panamericani 2011

### Premi individuali
- 2002 - World Grand Prix: Miglior ricevitrice
- 2007 - Coppa del Brasile: Miglior ricevitrice
- 2007 - Campionato sudamericano: Miglior libero
- 2008 - Superliga: Miglior ricevitrice
- 2008 - Giochi della XXIX Olimpiade: Miglior libero
- 2008 - Final Four Cup: Miglior ricevitrice
- 2008 - Final Four Cup: Miglior libero
- 2009 - Montreux Volley Masters: Miglior libero
- 2009 - Campionato sudamericano: MVP
- 2009 - Campionato sudamericano: Miglior ricevitrice
- 2009 - Campionato sudamericano per club: Miglior libero
- 2009 - Grand Champions Cup: Miglior libero
- 2010 - Superliga brasiliana: Miglior ricevitrice
- 2011 - Superliga brasiliana: Miglior libero
- 2011 - Coppa panamericana: Miglior ricevitrice
- 2011 - Campionato sudamericano: Miglior libero
- 2011 - Coppa del Mondo: Miglior ricevitrice
- 2013 - Campionato sudamericano per club: Miglior difesa
- 2013 - Campionato sudamericano per club: Miglior libero
- 2013 - World Grand Prix: Miglior libero
- 2013 - Campionato sudamericano: Miglior libero
- 2016 - Campionato sudamericano per club: Miglior libero
- 2016 - Campionato mondiale per club: Miglior libero
- 2017 - Campionato sudamericano per club: Miglior libero